# Axel-Corti-Preis

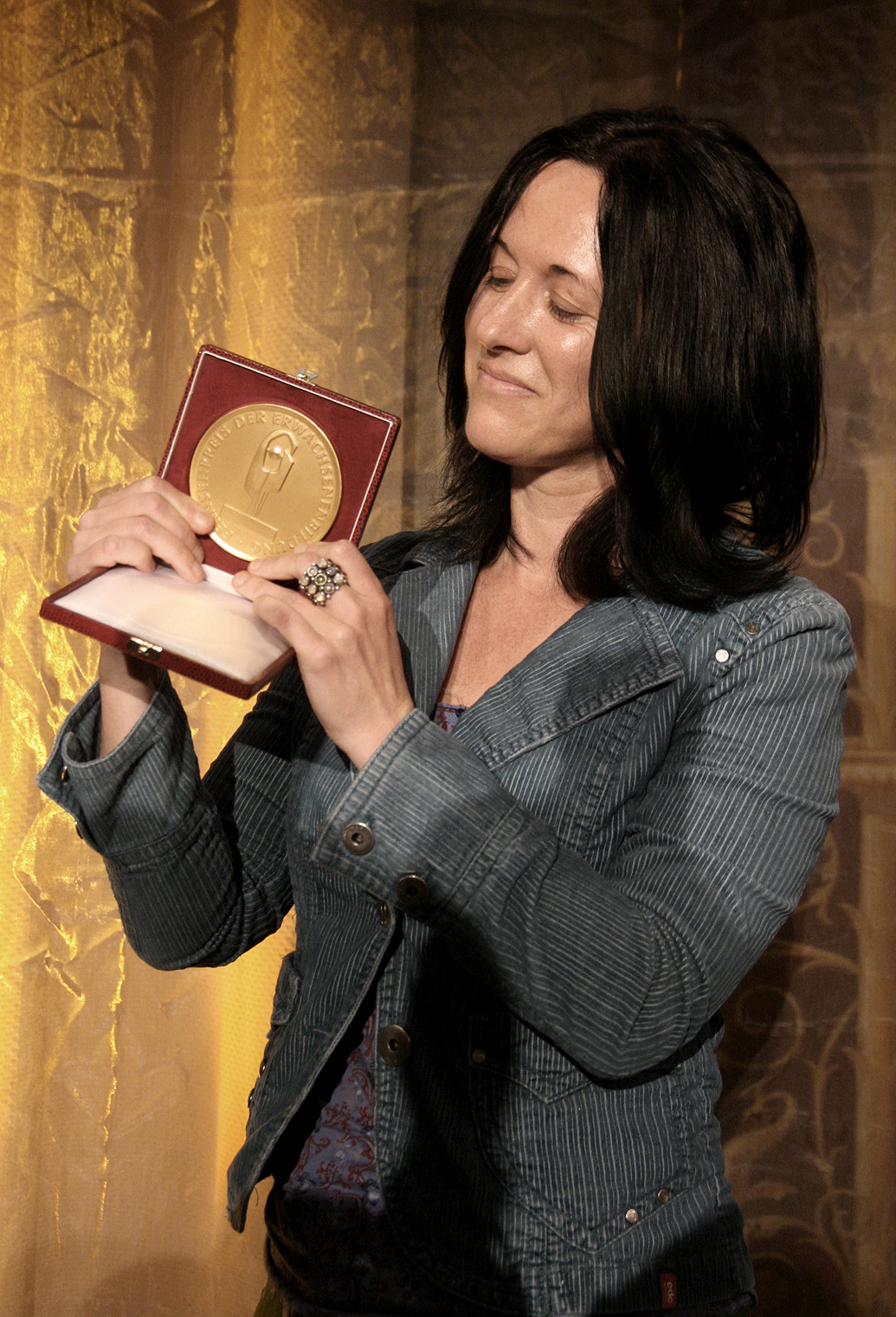
Elisabeth Scharang, Preisträgerin 2011

Der Axel-Corti-Preis, benannt nach dem österreichischen Filmregisseur Axel Corti, ist ein seit 1997 verliehener Fernsehpreis, der als „Preis der Jury“ zusätzlich zu den Sparten Dokumentation, Fernsehfilm und Sendereihe des Fernsehpreises der Erwachsenenbildung verliehen wird.

## Preisträger
- 1997 Josef Broukal
- 1998 Peter Pawlowsky
- 1999 Paul Lendvai
- 2000 Michael Kehlmann
- 2001 Michael Haneke
- 2002 Hugo Portisch
- 2003 Peter Huemer
- 2004 Georg Stefan Troller
- 2005 Barbara Coudenhove-Kalergi
- 2006 Adolf Holl und Georg Riha
- 2007 Susanne Scholl
- 2008 Trautl Brandstaller
- 2009 Raimund Löw
- 2010 Ernst Hinterberger
- 2011 Elisabeth Scharang[1]
- 2012 Barbara Rett[2]
- 2013 Kurt Langbein[3]
- 2014 Renata Schmidtkunz
- 2015 Christoph Varga[4]
- 2016 Andreas Novak und Robert Neumüller[5]
- 2017 Armin Wolf[6]
- 2018 Karim El-Gawhary[7]
- 2019 Helene Maimann und Jörg Winter[8]
- 2020 Friedrich Orter[9]
- 2021 Lou Lorenz-Dittlbacher[10]
- 2022 Corinna Milborn[11]
- 2023 Peter Turrini[12]#
- 2024 Ruth Beckermann[13]
- 2025 Maria Hofstätter[14]